# Sweetwater (Tennessee)
Sweetwater es una ciudad ubicada en los condados de Monroe y McMinn en el estado estadounidense de Tennessee. En el Censo de 2010 tenía una población de 5.764 habitantes y una densidad poblacional de 261,15 personas por km².

## Geografía
Sweetwater se encuentra ubicada en las coordenadas 35°36′8″N 84°28′17″O / 35.60222, -84.47139. Según la Oficina del Censo de los Estados Unidos, Sweetwater tiene una superficie total de 22.07 km², de la cual 22.07 km² corresponden a tierra firme y (0.02%) 0.01 km² es agua.

## Demografía
Según el censo de 2010, había 5.764 personas residiendo en Sweetwater. La densidad de población era de 261,15 hab./km². De los 5.764 habitantes, Sweetwater estaba compuesto por el 88.69% blancos, el 6.44% eran afroamericanos, el 0.31% eran amerindios, el 0.94% eran asiáticos, el 0% eran isleños del Pacífico, el 1.72% eran de otras razas y el 1.91% pertenecían a dos o más razas. Del total de la población el 3.17% eran hispanos o latinos de cualquier raza.